# Gershon Shaked
Gershon Shaked (hebräisch גרשון שקד geboren 8. Juli 1929 in Wien als Gerhard Mandel; gestorben 28. Dezember 2006 in Tel Aviv) war ein israelischer Literaturwissenschaftler, Literaturkritiker, Schriftsteller und Publizist.

## Leben
Gerhard Mandel wuchs in einer jüdischen Familie auf; er war ein Sohn von Esther und Ahron Mandel. Sein Vater war Wollhändler. Die Familie stammte aus Belz in Galizien (Österreich). Nach Beginn des Ersten Weltkriegs floh die Familie nach Wien. Sein Vater wurde 1939 verhaftet und in das Konzentrationslager Dachau, dann nach Buchenwald verbracht und kurz darauf freigelassen. Gershon Shaked wanderte mit einem sogenannten Kinderzertifikat im Jahr 1939 in das Völkerbundsmandatsgebiet Palästina aus; seine Eltern folgten kurze Zeit später als illegale Einwanderer.
Shaked studierte Anfang der 1950er Jahre an der Hebräischen Universität Jerusalem und wurde dort promoviert. An der Universität Zürich studierte er Germanistik, Anglistik und Romanistik und erhielt 1959 von der Hebräischen Universität Jerusalem einen Ruf auf den Lehrstuhl für hebräische und vergleichende Literaturwissenschaft. Als Emeritus lehrte an der Ben-Gurion-Universität des Negev in Beer Scheva.
Mit seinem 1996 erschienenen Werk Geschichte der modernen hebräischen Literatur – Prosa von 1880 bis 1980 wurde Shaked auch im deutschen Sprachraum bekannt. Er schrieb über 30 Bücher zur hebräischen Literaturgeschichte.
Shaked engagierte sich für die Völkerverständigung von Europäern und Israelis sowie als Förderer der modernen israelischen Literatur. Er war Mitglied der Europäischen Akademie der Wissenschaften und Künste.
Shaked starb nach einer Herzoperation im Sha'arei-Tzedek-Hospital in Tel Aviv. Er war verheiratet mit Dr. Malka Shaked und hatte zwei Töchter.

## Auszeichnungen und Ehrungen
- Bialik-Preis (1987)
- Israel-Preis für Literaturwissenschaften (1993)
- Bahat Award for Non-Fiction (2004)

## Zitate
- „Dieses Buch lässt bei aller Gelehrsamkeit die Forschung hinter sich und wird selbst zur Geschichte.“ Amos Oz über die „Geschichte der modernen hebräischen Literatur“.
- „Shaked war ein Grenzgänger zwischen europäischer Tradition und hebräischer Moderne.“ Thomas Sparr, Suhrkamp Verlag, 29. Dezember 2006.

## Schriften (Auswahl)
- Die Macht der Identitäten. Essays über jüdische Schriftsteller, Suhrkamp 1986
- The Shadows Within (1987)
- S. Y. Agnon (1989)
- Geschichte der modernen hebräischen Literatur. Prosa von 1880 bis 1980. Bearb. und aus dem Hebr. übers. von Anne Birkenhauer. Jüdischer Verlag, Frankfurt am Main 1996, ISBN 978-3-633-54112-6
- Immigranten, Suhrkamp 2007 (Roman, in deutscher Sprache posthum erschienen)